# Bloed van het lam

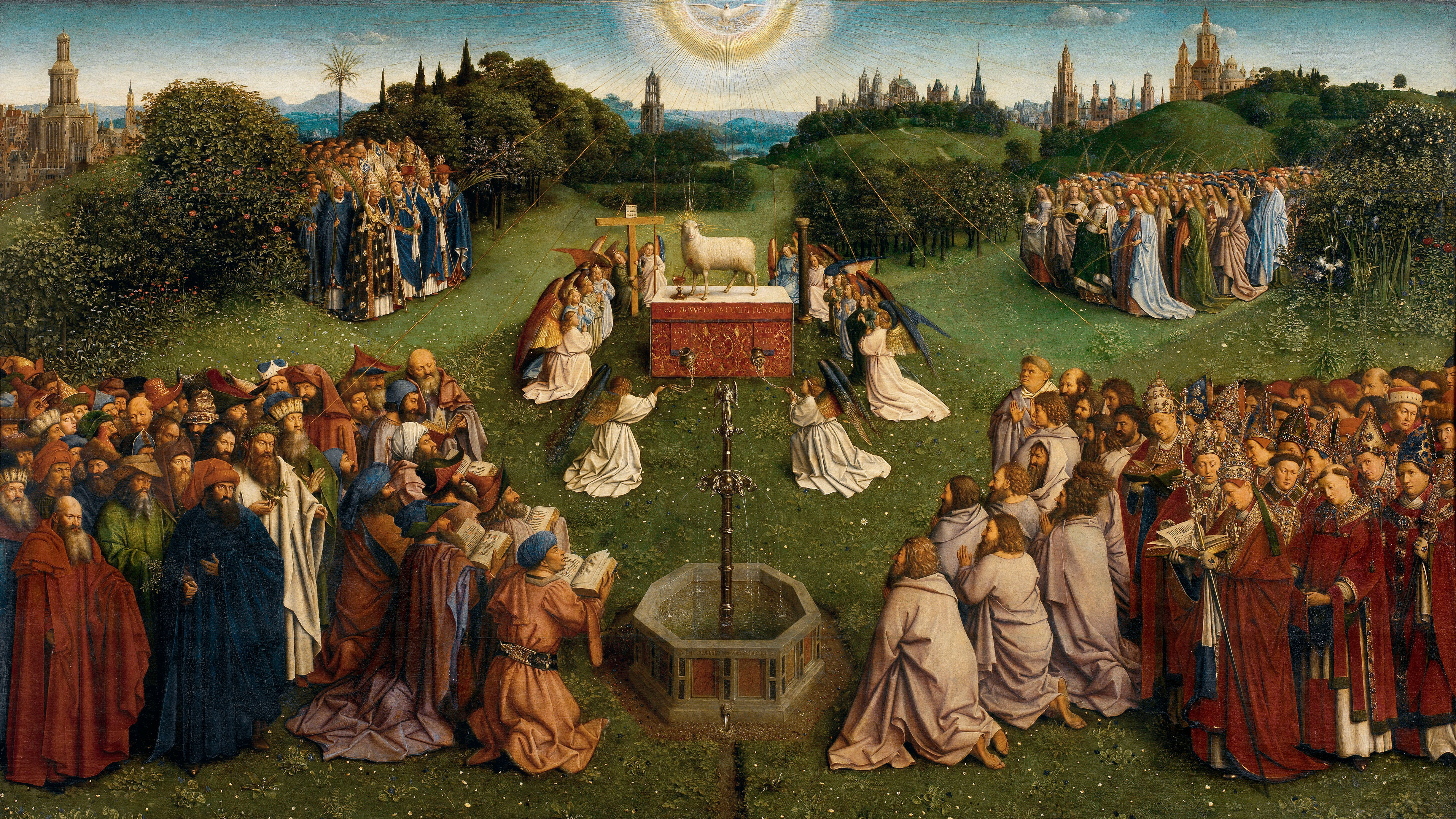
Aanbidding van het mystieke Lam (Hubert van Eyck)

Met het bloed van het lam wordt in het moderne christendom het offer van Jezus aangeduid. Volgens de doctrine van de kerken heeft de kruisdood, gesymboliseerd door het bloed van het Lam Gods waarmee Jezus wordt bedoeld, de mensheid gered van de erfzonde.

## Rituele functie
De rituele functie van het bloed van een lam als een zoenoffer is veel ouder dan het christendom. In het Bijbelboek Exodus wordt in het Oude Testament voor het eerst gesproken over het bloed van lammeren.

### Jodendom
Na negen plagen laat de farao Mozes ontbieden en zegt hem: "Gaat heen, om Jahwe te vereren. Uw kinderen kunnen met u meegaan, maar uw schapen en runderen blijven hier." Hier kan Mozes zich echter niet in vinden. Hij heeft immers offers nodig om aan God te schenken. Vervolgens brengt Jahwe nog één plaag over de farao en Egypte. Jahwe beveelt Mozes en de Israëlieten om op de veertiende dag van de maand in de avondschemering een lam te slachten en ongedesemd brood te nuttigen. Met het bloed van dat lam moeten zij dan hun deuren insmeren, en dat alles in grote haast, want het Pascha of Paasfeest is aangebroken. In diezelfde nacht trekt Jahwe door Egypte en laat Hij alle eerstgeborenen in de Egyptische gezinnen sterven (van de farao tot de slaven), doch aan de met bloed ingesmeerde deuren gaat Hij voorbij. Wanneer er vervolgens door heel Egypte luid geschrei weerklinkt trekt het uitverkoren Israëlisch volk op aandringen van de farao weg uit Egypte.
Er bestond binnen het latere jodendom een ritueel om de gezamenlijke zonden van het gehele volk der Israëlieten voor God te verzoenen. Eenmaal per jaar ging de Hogepriester het Heilige der Heiligen binnen om, met het bloed van een onschuldig lam, de zonden van het volk voor de ogen van God te bedekken door het bloed op het deksel, het "verzoendeksel" van de Ark van het verbond te sprenkelen. Hiermee was symbolisch aangegeven dat de Goddelijke Wet, in de Ark vertegenwoordigd als de Tien geboden, niet meer door God, in de sjechina, 'gezien' werd omdat het bloed het deksel bedekte. Hierom draaide de hele eredienst van Israël.
In het Oude testament wordt in dit verband ook stierenbloed genoemd. Dit werd in het Heilige der Heiligen rondgespat maar werd niet op het deksel van de Ark aangebracht.
In het moderne jodendom heeft lamsbloed dat als alle bloed onrein of "treife" is geen plaats in enig ritueel.

### Christendom
In het Nieuwe Testament wordt Jezus door Johannes de Doper het Lam Gods genoemd. Het is een verwijzing naar alle offers die gebracht werden in de tempel en tijdens het Paasfeest. De apostel Petrus zegt in 1 Petrus 1 dat de gelovigen besprenkeld zijn met het bloed van Jezus Christus. En de auteur van Openbaring schrijft over het wassen in het bloed van het Lam. Daarom kan een 21e-eeuwse priester of predikant nog altijd tot zijn gemeente zeggen dat zij "zijn gewassen in het bloed van het lam".

### Mithraïsme
In het Taurobolium, ook wel "Mithraeum", de tempel voor de zonnegod Mithras, werd ook wel lamsbloed in plaats van het voorgeschreven stierenbloed vergoten.
Het Mithraïsme was in de eerste eeuwen van onze jaartelling geliefd bij de Romeinse legionairs. In de belangrijkste garnizoensplaatsen en ook in Rome zelf waren Taurobolia gebouwd. Men vindt de resten van deze tempels tot in Engeland.
In deze tempels was het bespatten van een nieuwe bekeerling met het bloed van een geofferde stier een belangrijke religieuze rite van initiatie.
In de Heilige Perzische tekst, de Avesta, verschijnt aan "het einde der tijden" een messias die het kwade overwint. Hij zal een zalf van stierenvet en hamoa maken en daarmee onsterfelijkheid bewerken. Op de altaren van Mithras in het aan hem gewijde Taurobolium wordt de zonnegod Mithras afgebeeld terwijl hij zich met stierenbloed wast. De begeleidende tekst was "Gij hebt ons gered door het eeuwige bloed te vergieten".
De ingewijden in de mysteriën van Mithras zaten onder een rooster in de tempel terwijl daarboven een stier werd geofferd. Deze bloederige initiatie bracht eeuwig leven. Daarna werd de stier opgegeten. Voor arme mensen was er het minder kostbare ritueel van het Criobolium met schapenbloed. Deze discipelen van Mithras werden "gewassen in het bloed van het lam". Het vroege christendom heeft veel symbolen en uitdrukkingen ontleend aan het mithraïsme

### Islam
De islam schrijft het offeren van dieren voor, maar lamsbloed heeft geen rituele betekenis. Integendeel, lamsbloed is als alle bloed onrein ofwel "haram".